# 王友莲
王友莲（？—？），山西永济人，是一名清朝政治人物。舉人出身。
乾隆三十年，接替杨茂迁。擔任江蘇荆溪縣知縣。后由杜彤輝接任。王友莲曾于1762年接替薛清来任青浦县知县一职，1762年由褚启宗接任。